# Killarney

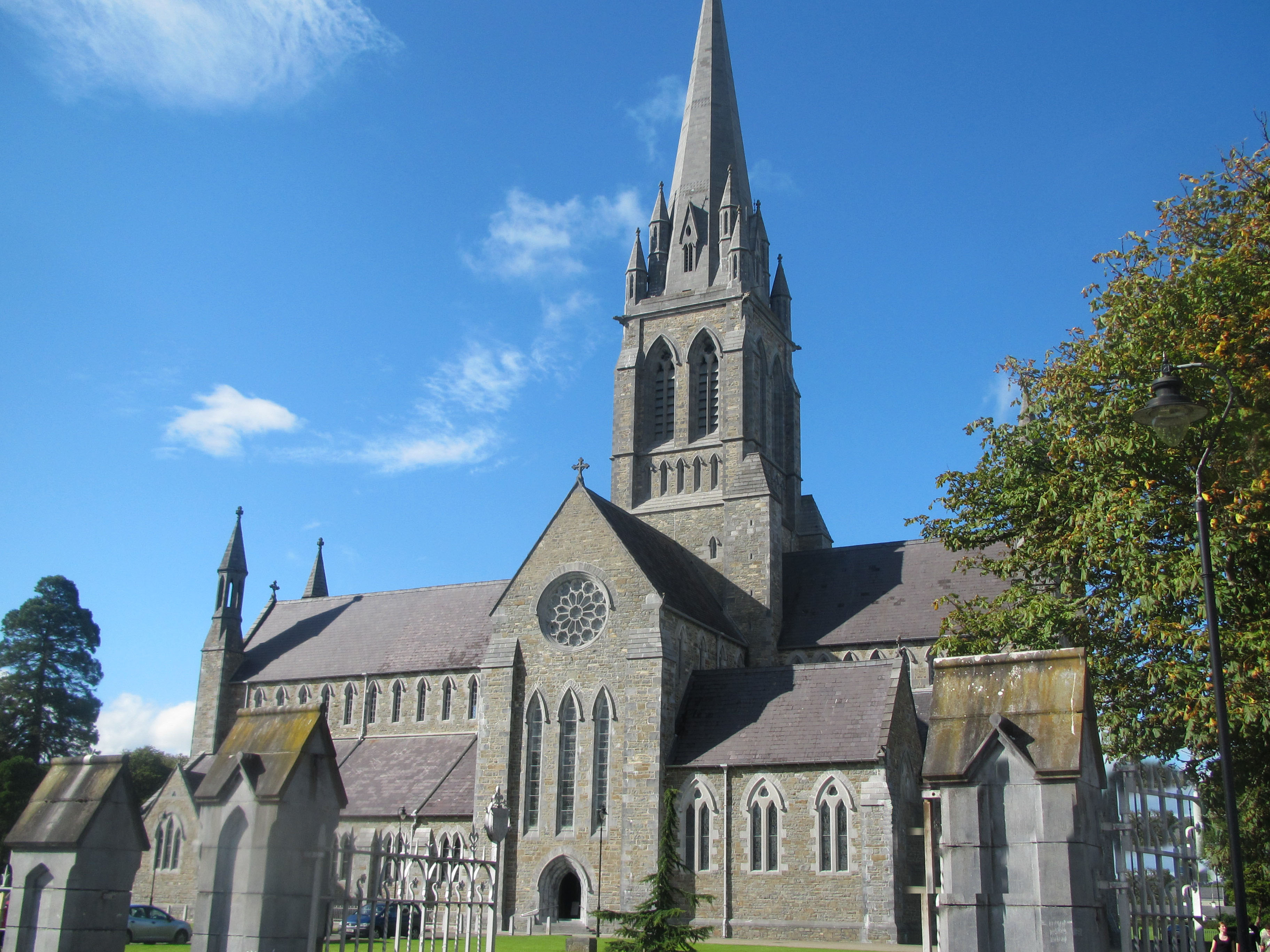
Marienkathedrale von Killarney

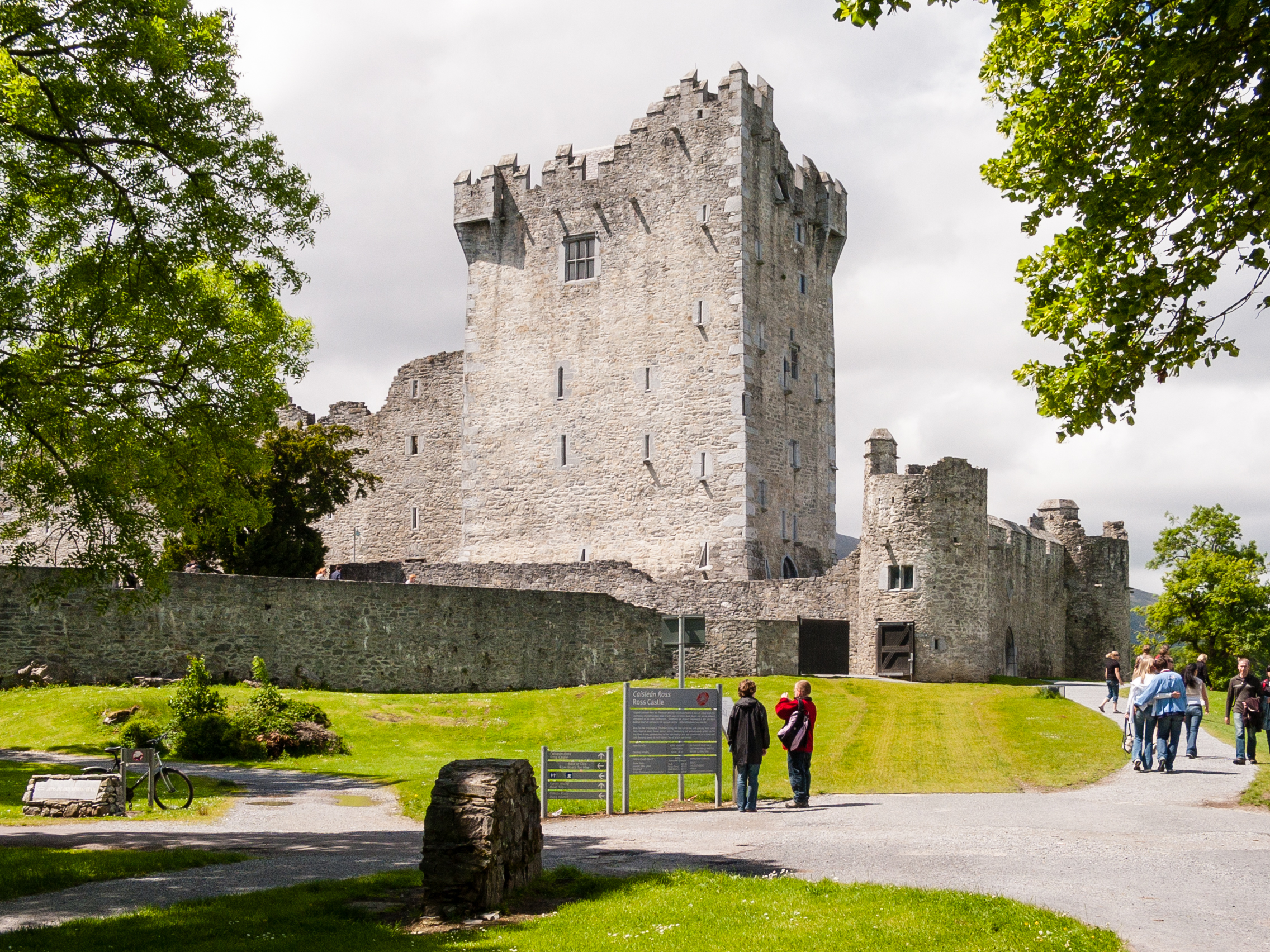
Ross Castle

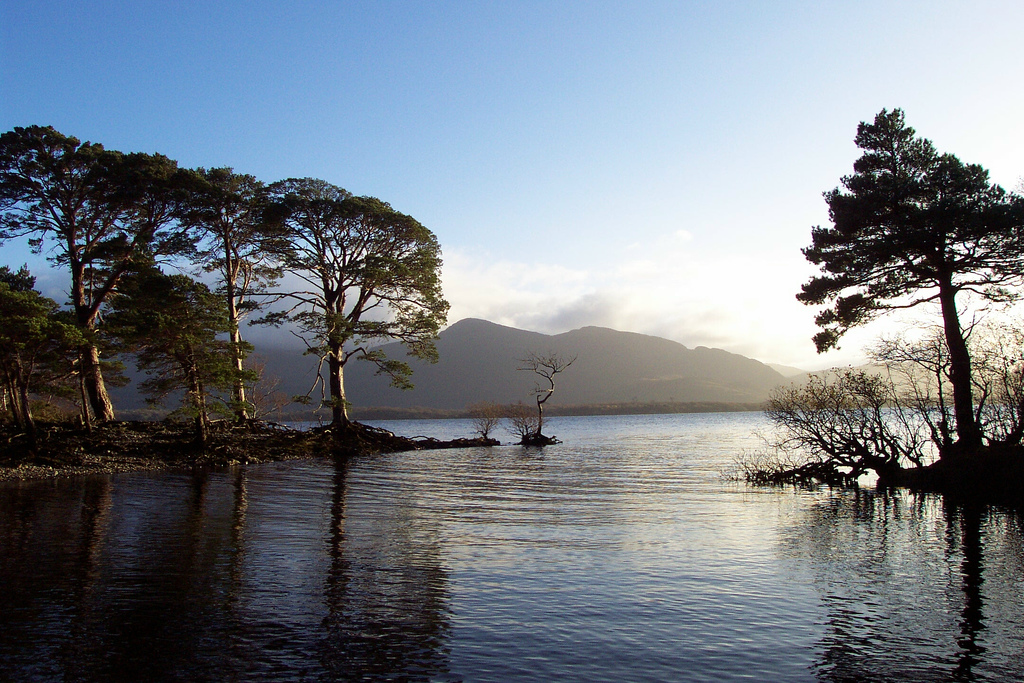
Lough Leane nahe Ross Castle

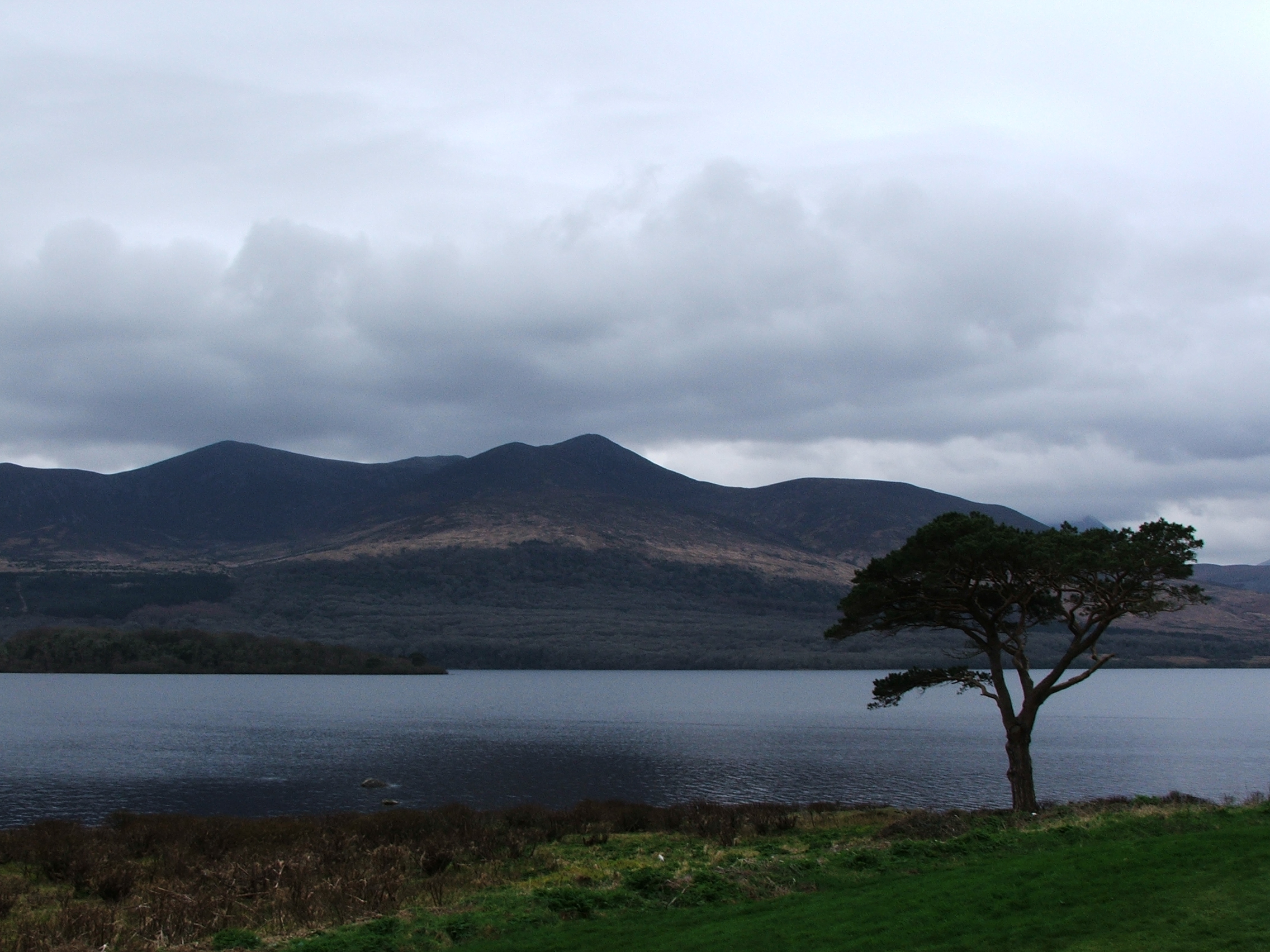
Lough Leane

Killarney (irisch Cill Airne, „Die Kirche der Schlehen“) ist eine Stadt mit 14.412 Einwohnern (2022) im County Kerry im Südwesten der Republik Irland.

## Lage
Die Stadt liegt an den nördlichen Ausläufern der Macgillycuddy’s Reeks, Irlands höchstem Gebirgszug, und nahe dem Lough Leane, dem größten der drei Seen im Killarney-Nationalpark.

## Geschichte
Killarneys religiöse Siedlungen spielten in der frühen irischen Geschichte eine herausragende Rolle. Die erste nennenswerte historische Siedlung war das Kloster der heutigen Ruinen der Abtei Innisfallen, die 640 vom Heiligen Finian gegründet wurde und bis zur Enteignung der Mönche durch die englische Königin Elisabeth I. im Jahr 1594 bewohnt war. Der Überlieferung nach erhielt der irische Hochkönig Brian Boru seine Ausbildung in Innisfallen.
In dem zu Killarney gehörenden Townland Aghadoe wurden heidnische religiöse Stätten gefunden. Der Ort wurde auch mit dem Missionar St. Abban aus dem 5. Jahrhundert in Verbindung gebracht, aber Ogham-Steine aus dem 7. Jahrhundert sind der erste eindeutige Beweis dafür, dass Aghadoe als wichtiger Ort genutzt wurde. Der Legende nach gründete St. Finian im 6. oder 7. Jahrhundert ein Kloster in Aghadoe. Die erste schriftliche Erwähnung eines Klosters stammt aus dem Jahr 939 n. Chr. in den Annals of Innisfallen, wo das Kloster Aghadoe als „Old Abbey“ bezeichnet wird.

## Tourismus
Der Tourismus ist der mit Abstand wichtigste Wirtschaftszweig in der Stadt. In der Republik Irland verfügt lediglich die Hauptstadt Dublin über mehr Hotelbetten. Die meisten Sehenswürdigkeiten liegen außerhalb der Stadt. Killarney ist Ausgangspunkt des Fernwanderwegs Kerry Way. Killarney beherbergt neben zahlreichen Hotels und relativ wenigen B&B-Übernachtungsmöglichkeiten auch eine Vielzahl an Hostels; Aghadoe House, die internationale Jugendherberge Killarneys, befindet sich etwa 6 km nordwestlich der Stadt an der N22 in Fossa.

### Aktuelle Entwicklung
Große Unruhe verursacht in Killarney der Umstand, dass im Laufe des Jahres 2022 in Verbindung mit dem russischen Überfall auf die Ukraine eine hohe Zahl an Flüchtlingen und Asylsuchenden in touristischen Unterkünften in Killarney untergebracht wurden; im November 2022 belief sich deren Zahl auf 3200 Personen und damit auf fast 25 % der Gesamtbevölkerung.

## Verkehr
Killarney ist über den Flughafen Kerry erreichbar, der 17 km nördlich von Killarney bei Farranfore liegt. Ferner besitzt der Ort eine Eisenbahnverbindung nach Dublin und Busverbindungen unter anderem nach Cork, Tralee und Limerick.

## Sehenswürdigkeiten
- Ross Island
- Ross Castle
- Muckross Abbey
- Muckross House
- Innisfallen Island
- Killarney-Nationalpark
- Torc Waterfall
- Steinkreis von Lissyviggeen

## Religion
Die Stadt ist Sitz des römisch-katholischen Bistums Kerry. Hauptkirche ist die Marienkathedrale von Killarney.

## Sonstiges
Der durch seine satirischen Münchhausen-Geschichten bekannt gewordene Rudolf Erich Raspe liegt nahe Killarney, auf dem Friedhof Killeaghy, in einem anonymen Armengrab begraben. Während er den Eigentümer des Landgutes Muckross bei der Entwicklung der dort befindlichen Kupferminen beriet, erkrankte Raspe an Scharlach und starb im November 1794.
Der Deutsche Hans Liebherr baute 1958 als ersten Industriestandort seiner Firmengruppe außerhalb Deutschlands in Killarney eine Fabrik für Kräne auf, die etwa auf halbem Wege zwischen Killarney und Fossa liegt und bis heute ein wichtiger Teil der Liebherr-Gruppe ist. Nach Liebherr wurde die Dr. Hans Liebherr Road benannt.
Bing Crosby nahm 1961 für das Album White Christmas den Song Christmas in Killarney auf.
Im Jahr 2007 war Killarney für Irland der Gewinner der Goldmedaille in der Kategorie Stadt in dem europäischen Wettbewerb Entente Florale Europe.
2023 errang Killarney im Rahmen der 65. Durchführung des Wettbewerbs den Titel „Ireland’s Tidiest Large Town“.
Wolfgang Hohlbeins Roman Drachenfeuer spielt unter anderem in Killarney. Es geht um die in der Nähe gelegene Burg Ross Castle, deren Erhalt in der Geschichte durch Sprengungen gefährdet ist.

## Städtepartnerschaften
Killarneys Partnerstädte sind:
- Castiglione di Sicilia, Italien, seit 1986
- Concord (North Carolina), USA, seit 1993
- Springfield (Illinois), USA, seit 1996/97
- Cooper City, Florida, USA, seit 2003
- Kendal, Grafschaft Cumbria, Großbritannien, seit 2004
- Saint-Avertin, Département Indre-et-Loire, Frankreich, seit 2004
- Pleinfeld, bayerische Marktgemeinde, Deutschland, seit 2007
- Myrtle Beach, South Carolina, USA, seit 2007
- Staffanstorp, Provinz Skåne län, Schweden, seit 2008

## Persönlichkeiten

### Söhne und Töchter der Stadt
- James Mark Sullivan (1873–1935), US-amerikanischer Diplomat
- John O’Sullivan (1881–1948), Historiker, Hochschullehrer und Politiker
- John O’Leary (1933–2015), Politiker
- Gillian O’Sullivan (* 1976), Geherin
- Paul Nagle (* 1978), Rallye-Beifahrer
- Jessie Buckley (* 1989), Schauspielerin und Sängerin
- Brendan Moloney (* 1989), Fußballspieler

### Mit Killarney verbunden
- Hugh O’Flaherty (1898–1963), Monsignore und Retter von ca. 6500 Juden und Kriegsgefangenen während der deutschen Besetzung Roms im Zweiten Weltkrieg, studierte am Priesterseminar in Killarney
- Hans Liebherr (1915–1993), Industrieller, errichtete eine Fabrik in Killarney.
- Mark Lanegan (1964–2022), Sänger und Songwriter, wohnte und starb in Killarney.
- Michael Fassbender (* 1977), Schauspieler, in Killarney aufgewachsen